# Stefan Grunder
Stefan Grunder (1965) è un ex sciatore alpino svizzero.

## Biografia
Specialista delle prove veloci, Grunder debuttò in campo internazionale in occasione dei Mondiali juniores di Sestriere 1983, dove si piazzò 9º nella discesa libera; in Coppa Europa nella stagione 1985-1986 fu 3º nella classifica di supergigante. Non prese parte a rassegne olimpiche né ottenne piazzamenti in Coppa del Mondo o ai Campionati mondiali.

## Palmarès

### Coppa Europa
- Miglior piazzamento in classifica generale: 31º nel 1986